# テオテラスいで
テオテラスいでは、京都府綴喜郡井手町にあるカフェや農産物等直売所が入る地域交流拠点。
テオテラスいでが入る山吹ふれあいセンターは1階に物販やカフェ、2階は井手町図書館、3階は眺望の良いテラスがある。
井手町役場が設置し、株式会社まちづくり井手が指定管理者になり、2023年9月9日にグランドオープンした。

## 概要
城陽井手木津川バイパスや庁舎の移転などに合わせ、2023年9月9日にグランドオープン。
井手町役場と隣接しており、図書館などが入る山吹ふれあいセンター内にある。観光客だけでなく、井手町役場や図書館などに隣接するため住民も利用し、玉川沿いや山背古道などの観光客との交流の場を目指している。3階は誰もが利用できるテラスがあり、井手町の自然や山背古道などを一望できる。
現在は、道の駅ではないが城陽井手木津川バイパスが全線開通した時には、バイパス側に道路休憩、情報発信施設を増築し道の駅に登録申請を目指している。

## 沿革

### 旧山吹ふれあいセンター
井手町が1989年に住民を対象に行った意識調査において、町の成人の半分が文化施設建設を望んでいることが明らかになった。その後1993年に町長選に立候補した木田喜治は、取り組む政策として図書館を備えた文化会館の建設を挙げた。木田は無投票で当選、この年の3月に井手町が発表した新年度予算案では、コミュニティー施設の建設が盛り込まれた。新施設は1階に図書館の入る3階建て1500㎡で、総工費5億6700万円の予算であった。「山吹ふれあいセンター」と名称も決まり、7月に着工したが、工事は遅れた。

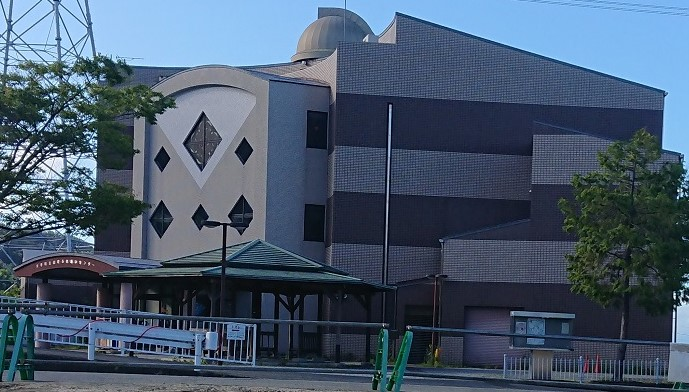
井手二本松にあった山吹ふれあいセンター

1994年7月14日、山吹ふれあいセンターが井手町井手二本松に開館した。この立地は、センター屋上に備えられた望遠鏡を用いた天体観測には適した場所であった。図書館も人口一人当たりの年間貸出日数が8冊近い（1997年）など利用は活発だったが、1999年に立命館大学政策科学部から受け入れたインターンがまとめた報告では「センターの立地が悪い」と酷評された。井手町は1958年に（旧）井手町と多賀村が合併してできた町である。センターのある上井手は（旧）多賀村との境界に近く、一見両地域に平等となることを意図した立地のようであった。しかしこの場所は（旧）多賀村各地区の中心地からは遠かった。2003年に行われたアンケートでセンターの一施設である図書館の利用について調査したところ、（旧）多賀村住民は利用意欲が低いことが明らかとなった。
2019年には城陽井手木津川バイパスの事業化が決まり、山吹ふれあいセンターは予定地にかかることから移転しなければならないことになった。一方1968年建設の井手町役場も庁舎が老朽化し、木津川の洪水浸水想定区域内にあることから、移転を強いられていた。

### 年表
- 2020年 - 井手町新庁舎等建設基本構想・基本計画を策定し、道の駅的休憩施設の必要性が盛り込まれる[19]
- 2021年 - 船井総合研究所が「道の駅」的休憩施設開設準備支援業務事業者に決定し、道の駅開設準備検討会を開催[20]
- 2022年 - 井手町役場が船井総合研究所をコンサルとしてお土産やふるさと納税返礼品等への出品を目的としたワークショップを開始[21][22]
- 2023年 - 開業
  - 1月23日-名称の公募の結果「テオテラスいで」に決定[23][24][25]
  - 7月18日 - 山吹ふれあいセンター内の井手町図書館がオープン[26]
  - 8月5日-野外エリアであついでマルシェが開催[27][28][29]
  - 9月9日・10日-グランドオープン
- 2024年
  - 1月4日-営業時間変更[30]

## 施設
- カフェ：9：00～17:30（ラストオーダー: 17:00）
  - モーニング:9:00～11:00
  - ランチ:11:00～15:00

- 物販コーナー:9:00～18：00
- 駐車場
  - 普通車：11台（図書館等の山吹ふれあいセンターの駐車場も別にある）
  - 思いやり駐車場：1台

### 管理団体
- 設置者：井手町役場
- 指定管理者：株式会社まちづくり井手

## アクセス

### 自動車
- 京都府道321号和束井手線
- 京奈和自動車道 田辺西ICより約25分
- 新名神高速道路 城陽JCTより約30分

### 鉄道
- JR奈良線 玉水駅より約15分

## 周辺
- 玉川 山吹や桜並木が有名
- 石橋瓦窯跡
- 小野小町塚
- 地蔵禅院 - しだれ桜（府天然記念物）
- 玉津岡神社